# Савкин, Пётр Васильевич
Пётр Васильевич Савкин — советский хозяйственный, государственный и политический деятель, Герой Социалистического Труда.

## Биография
Родился в 1904 году в Екатеринославе. Член КПСС.
С 1917 года — на хозяйственной, общественной и политической работе. В 1917—1969 гг. — в мартеновском цехе Брянского завода, рабочий в гарнизонной пекарне, вальцетокарь в прокатном цехе, директор вечернего металлургического техникума завода имени Петровского, диспетчер, начальник смены, заместитель начальника цеха, начальник цеха бесшовных труб Днепропетровского трубного завода имени В. И. Ленина, директор Днепропетровского научно-исследовательского трубного института, директор Днепропетровского трубопрокатного завода имени В. И. Ленина Днепропетровского совнархоза, старший научный сотрудник Днепропетровского трубного института.
Указом Президиума Верховного Совета СССР от 19 июля 1958 года присвоено звание Героя Социалистического Труда с вручением ордена Ленина и золотой медали «Серп и Молот».
Умер в Днепропетровске в 1981 году.